# Grande petite
Grande petite è un film del 1994 diretto da Sophie Fillières.

## Trama
Benedicte che ha 20 anni e che vive con Henri molto più grande di lei, un giorno trova una borsa piena di franchi e una pistola ma non sa se tenerla a restituirla.